# Scottish Provident Institution (Glasgow)

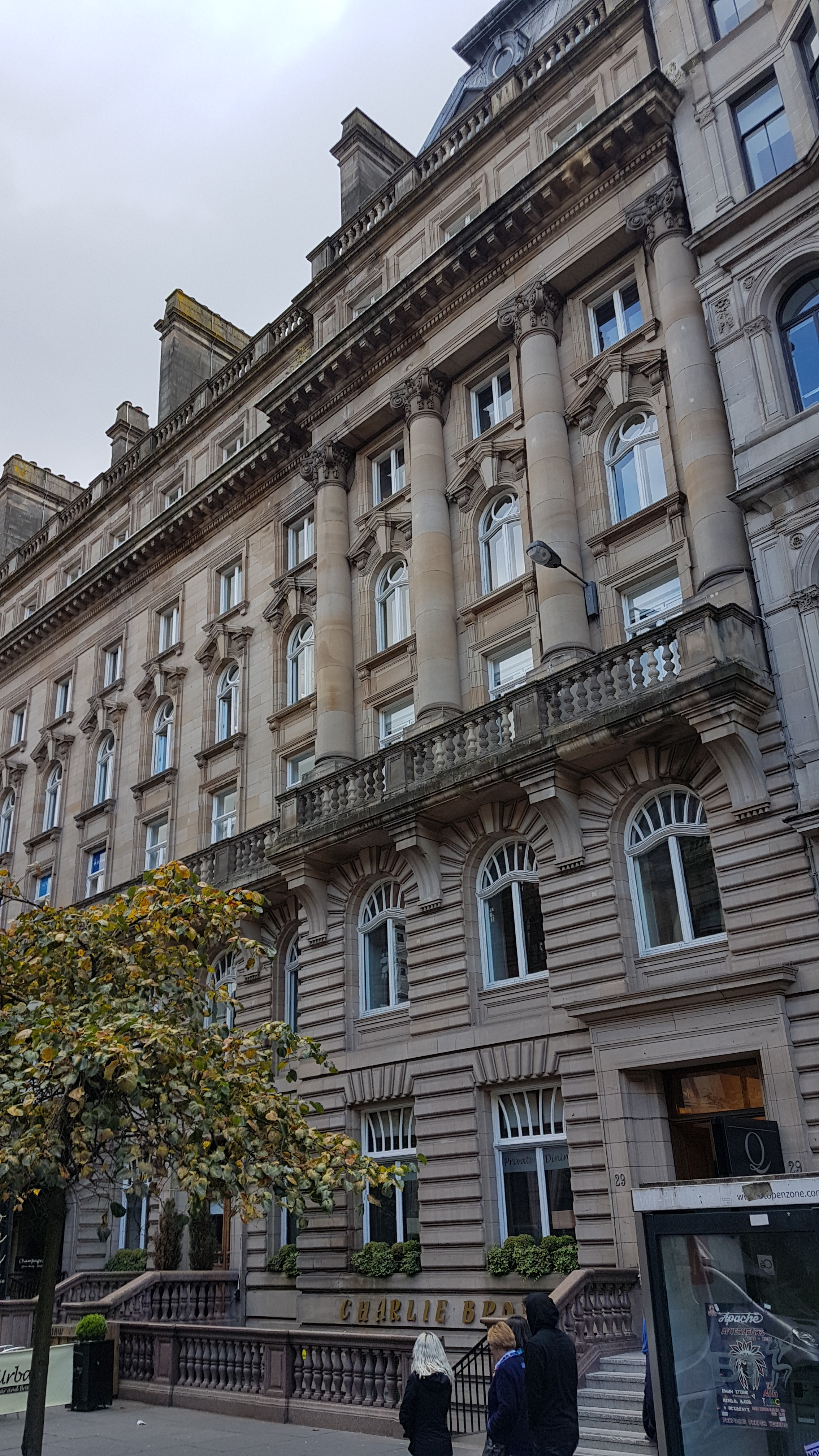
Scottish Provident Institution

Die Scottish Provident Institution in Glasgow ist ein Geschäftsgebäude in der schottischen Stadt Glasgow. 1970 wurde das Bauwerk in die schottischen Denkmallisten in der höchsten Denkmalkategorie A aufgenommen.

## Beschreibung
Der Bau des Gebäudes wurde 1904 begonnen und 1907 oder 1908 abgeschlossen. Für den Entwurf zeichnet der schottische Architekt John More Dick Peddie verantwortlich.
Das sechsstöckige Neorenaissancegebäude mit Mansardgeschoss steht an der Einmündung des North Court in den St Vincent Place im Zentrum Glasgows. Die Hauptfassade entlang des St Vincent Place ist 13 Achsen weit. Im Bereich der unteren beiden Geschosse ist das cremefarbene Sandsteinmauerwerk rustiziert. Es treten drei Achsen weite Eckrisalite leicht heraus.
Der hervorspringende Eingangsbereich auf granitener Plinthe ist mit gepaarten dorischen Säulen und abschließendem Segmentbogengiebel gestaltet. Im ersten Obergeschoss finden sich Rundbogenfenster mit Schlusssteinen. Entlang der gesamten Fassaden verläuft im zweiten Obergeschoss ein Balkon mit steinerner Balustrade. Oberhalb des Eingangs ist in diese eine Platte mit den vergoldeten, erhabenen Lettern „Scottish Provident Institute“ eingelassen. Pilaster flankieren die eingelassenen Tafeln unterhalb der Fenster des dritten Obergeschosses. Ionische Pilaster flankieren die Fenster und tragen die verdachenden gebrochenen Dreiecksgiebel. Oberhalb des vierten Obergeschosses verläuft ein weit auskragendes Kranzgesims auf Konsolen. Die Fassade schließt mit einer steinernen Balustrade.